# Альбін Вольф
Альбін Вольф (нім. Albin Wolf; 28 жовтня 1920, Найла, Веймарська республіка — 2 квітня 1944, Псков, РРФСР) — німецький льотчик-ас, оберлейтенант люфтваффе. Кавалер Лицарського хреста Залізного хреста з дубовим листям.

## Біографія
Після закінчення льотної школи направлений на службу унтер-офіцером у винищувальну авіацію. В 1942 році зарахований до складу 2-ї ескадрильї 1-ї винищувальної ескадри, яка билась на радянсько-німецькому фронті. В 1942 році переведений в 6-ту ескадрилью 54-ї винищувальної ескадри. Учасник боїв в районі Калініна, Орла, Києва і Житомира. 2 квітня 1944 року його літак був збитий вогнем радянської зенітної артилерії і Вольф загинув.
Всього за час бойових дій збив 144 радянські літаки.

## Нагороди
- Нагрудний знак пілота
- Залізний хрест
  - 2-го класу (1 жовтня 1942)
  - 1-го класу (22 січня 1943)
- Почесний Кубок Люфтваффе (22 квітня 1943)
- Німецький хрест в золоті (17 жовтня 1943)
- Авіаційна планка винищувача
- Лицарський хрест Залізного хреста з дубовим листям
  - Лицарський хрест (22 жовтня 1943) — за 117 перемог.
  - Дубове листя (№ 464; 27 квітня 1944) — посмертно.